# Anaulacodesmus subecarinatus
Anaulacodesmus subecarinatus är en mångfotingart som först beskrevs av Filippo Silvestri 1903.  Anaulacodesmus subecarinatus ingår i släktet Anaulacodesmus och familjen orangeridubbelfotingar. Inga underarter finns listade i Catalogue of Life.